# Pietracamela
Pietracamela är en ort och kommun i provinsen Teramo i regionen Abruzzo i Italien. Kommunen hade 248 invånare (2018).